# 杜双华
杜双华（1965年—），河北衡水人，中华人民共和国企业家，日照钢铁董事长。

## 生平
1987年开始从事钢铁制造，1993年创办河北京华制管。 2003年合并组建了京华创新集团，与山东莱钢合资创办了日照钢铁控股。 
2006位列胡润百富榜第14名，胡润钢铁富豪榜第7名。2008年10月，以350亿身家跃升至胡润百富榜第2名。